# Othems landskommun
Othems landskommun  var en tidigare kommun i Gotlands län.

## Administrativ historik
När 1862 års kommunalförordningar trädde i kraft inrättades i Sverige cirka 2 500 kommuner. Huvuddelen av dessa var landskommuner (baserade på den äldre sockenindelningen), vartill kom 89 städer och åtta köpingar. Då inrättades i  Othems socken i Gotlands norra härad på Gotland denna kommun. 
1936 ombildades landskommunen till Slite köping som senare 1971 uppgick i Gotlands kommun.